# Sousa (Portugal)
Sousa ist ein Ort und eine ehemalige Gemeinde (Freguesia) im portugiesischen Kreis Felgueiras. Die Gemeinde hatte 1091 Einwohner (Stand 30. Juni 2011).
Am 29. September 2013 wurden die Gemeinden Sousa und Torrados zur neuen Gemeinde União das Freguesias de Torrados e Sousa zusammengeschlossen.